# Луговая (приток Дымовки)
Лугова́я (Хейнйоки) — река в России, протекает в Выборгском районе Ленинградской области. Относится к бассейну Вуоксы.
Река начинается на крайнем северо-западе Ленинградской области, южнее озера Эйтъярви. Течёт на восток, затем у деревни Залесье, расположенной на правом берегу, резко поворачивает на юг. Около устья пересекает автодорогу Залесье — Зайцево. Устье реки находится в 42 км по левому берегу реки Дымовки. Длина реки — 12 км.

## Данные водного реестра
По данным государственного водного реестра России относится к Балтийскому бассейновому округу, водохозяйственный участок реки — Водные объекты бассейна озера Ладожское без рек Волхов, Свирь и Сясь, речной подбассейн реки — Нева и реки бассейна Ладожского озера (без подбассейна Свирь и Волхов, российская часть бассейнов). Относится к речному бассейну реки Нева (включая бассейны рек Онежского и Ладожского озера).